# Dangerously in Love Tour
Die Dangerously In Love Tour war die erste Solo-Tournee der US-amerikanischen R&B-Sängerin Beyoncé Knowles, wo sie ihren Debütalbum Dangerously in Love vorstellte. Die Tour fand nur in Europa statt und bestand aus 9 Konzerten. Ein Jahr später tourte Knowles als Ensemble mit der Rapperin Missy Elliott und Alicia Keys erstmals in Nordamerika und führte ihre erste Tournee mit der Verizon Ladies First Tour fort.

## Beschreibung
Das Bühnenbild der Tournee wurde schlicht und einfach gehalten, im Hintergrund befand sich eine große LED-Leinwand, wo man die Auftritte auch aus größerer Entfernung gut erkennen konnte. Während des gesamten Konzertes schwenkte man die Kameras so, dass man auf der Leinwand immer Beyoncé Knowles und ihre Tänzer erkennen konnte. Vor den Auftritten wurden auf der Leinwand auch Intros oder Videobotschaften von Knowles vorgespielt, manchmal wurden auch Ausschnitte ihrer Musikvideos gezeigt. Auf der Bühne befanden sich auch kleinere Plattformen, wo die Band von Knowles zu den Liedern gespielt hat.
Auf der Setlist befanden sich nicht nur Lieder aus den Dangerously in Love Material, denn manche Abschnitte eines Konzertes widmete sie ihrer Girlgroup Destiny’s Child und sang einige Lieder ihrer Gruppe. Auf den Konzerten sang Knowles auch zwei Lieder aus ihrem Film Fighting Temptations (2003), nämlich Fever und Summertime. Ein Highlight für viele Fans war ihr Auftritt von Dangerously in Love 2.
Zu Beginn jedes Konzertes wurde Beyoncé mit einer Plattform auf die Bühne gefahren und begann die Show mit dem ersten Titel Baby Boy.

## Lieder

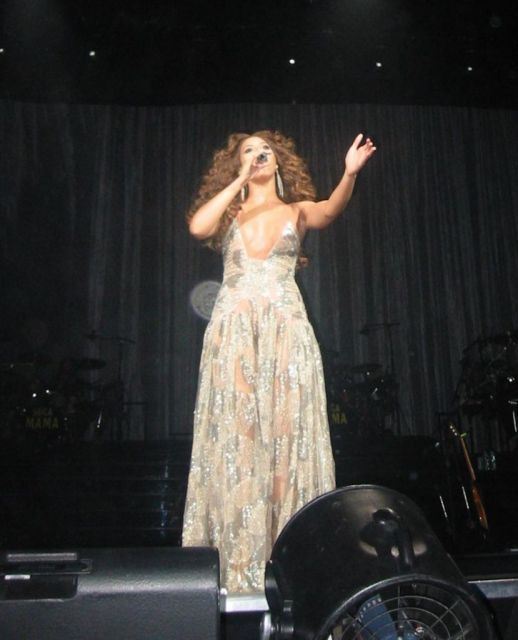
Beyoncé singt Dangerously in Love 2 auf ihrer „Dangerously in Love Tour“.

1. Baby Boy
2. Naughty Girl
3. Fever
4. Hip Hop Star
5. Yes
6. Work It Out
7. Gift from Virgo
8. Be with You
9. Speechless
10. Destiny’s Child Medley:
  1. Bug a Boo
  2. No, No, No Part 2
  3. Bootylicious
  4. Jumpin’ Jumpin’
  5. Say My Name
  6. Independent Women Part I
  7. ’03 Bonnie & Clyde
  8. Survivor
11. Me, Myself and I
12. Summertime
13. Dangerously in Love 2
14. Crazy in Love

## Tourdaten
| Datum             | Stadt      | Land                   | Arena                         |
| ----------------- | ---------- | ---------------------- | ----------------------------- |
| 3. November 2003  | Manchester | Vereinigtes Königreich | Manchester Evening News Arena |
| 7. November 2003  | Sheffield  | Vereinigtes Königreich | Hallam FM Arena               |
| 9. November 2003  | Newcastle  | Vereinigtes Königreich | Telewest Arena                |
| 10. November 2003 | London     | Vereinigtes Königreich | Wembley Arena                 |
| 11. November 2003 | London     | Vereinigtes Königreich | Wembley Arena                 |
| 13. November 2003 | Birmingham | Vereinigtes Königreich | National Exhibition Centre    |
| 14. November 2003 | Belfast    | Vereinigtes Königreich | Odyssey Arena                 |
| 15. November 2003 | Dublin     | Irland                 | The Point                     |
| 19. November 2003 | Amsterdam  | Niederlande            | Heineken Music Hall           |

## Aufnahmen
Der Auftritt vom 10. November 2003 in der Wembley Arena in London aufgenommen und erschien im April 2004 als CD/DVD unter dem Titel Live at Wembley.